# Propină
Propina, cunoscută și sub denumirea de metilacetilenă, este o alchină cu formula de structură H3C-C≡C-H.
Este un gaz incolor, cu miros caracteristic, mai dens decât aerul. Se descompune dacă este încălzită la temperaturi înalte și sub presiune se descompune în monoxid de carbon și dioxid de carbon, cauzând pericol de incendiu sau explozie.
Spre deosebire de acetilenă, propina poate fi condensată în siguranță.